# Goodenia stapfiana
Goodenia stapfiana är en tvåhjärtbladig växtart som beskrevs av Kurt Krause. Goodenia stapfiana ingår i släktet Goodenia och familjen Goodeniaceae. Inga underarter finns listade i Catalogue of Life.